# Nicolas Séjan
Nicolas Séjan /nikɔˈla seˈʒɑ̃/, detto il Vecchio, (Parigi, 17 marzo 1745 – Parigi, 16 marzo 1819) è stato un organista, clavicembalista e compositore francese.

## Biografia
Proveniente da una famiglia imparentata con i Forqueray: sua zia Élisabeth-Nicole Séjan era moglie di Nicolas-Gilles Forqueray (1703 – 1761), organista della chiesa di Saint-Séverin al quale succede, in questo impiego, alla sua morte.
Uno dei migliori organisti del suo tempo, fu contitolare dell'organo della cattedrale di Notre-Dame di Parigi e di varie altre chiese parigine. Fu nominato alla Chapelle royale nel 1789. Perse i suoi incarichi durante la Rivoluzione, ma in seguito ne recuperò alcuni. 
Nicolas Séjan era padre di Louis-Nicolas Séjan, suo successore all'organo della chiesa di Saint-Sulpice.
Morto a Parigi il 16 marzo 1819, fu inumato nel cimitero di Saint-Sulpice a Vaugirard.

## Opere
Ha lasciato qualche pezzo per il clavicembalo e per il fortepiano, come anche per l'organo.
- Six Sonates pour le clavecin avec accompagnement de violon ad libitum... opera I (1772)
- Recueil de pièces pour le clavecin ou le pianoforte dans le genre gracieux ou gay... opera II (1783)
- Trois Sonates pour le clavecin ou le pianoforte - avec accompagnement de violon et violoncelle obligés pour la première et troisième sonates... opera III (1784)